# Tetrastichus interjectus
Tetrastichus interjectus är en stekelart som beskrevs av Kostjukov 1978. Tetrastichus interjectus ingår i släktet Tetrastichus och familjen finglanssteklar. Inga underarter finns listade i Catalogue of Life.